# 韋爾塔斯區
韋爾塔斯區（西班牙語：Distrito de Huertas），是秘魯的一個區，位於該國中部胡寧大區的豪哈省，始建於1954年1月12日，面積11.82平方公里，海拔高度3,380米，2005年人口2,082，人口密度每平方公里180人。